# Václav Patejdl
Václav (Vašo) Patejdl (Karlovy Vary, Csehszlovákia, 1954. október 10. – 2023. augusztus 19.) szlovák énekes, zenész, dalszerző. A szlovák könnyűzene kiemelkedő egyénisége.

## Pályafutása
Zenei tanulmányait a pozsonyi Zeneművészeti Főiskolán végezte. 1968-ban Jožo Ráž-zsal együtt az Elán együttes egyik alapító tagja, annak billentyűse. 1985-ben kilépett az együttesből és szólókarrierbe kezdett. 1985-ben és 1987-ben elnyerte a Pozsonyi líra könnyűzenei fesztivál fődíját. Szólópályafutása mellett 1991-ben visszatért az Elán együttesbe. Szerzőként, zenészként és énekesként több cseh és szlovák zenei produkció résztvevője.

## Szólóalbumai
- 1986 – Chlapčenský úsmev
- 1987 – Lov na city
- 1989 – Mon amour
- 1990 – Dlhá cesta
- 1991 – Labyrint sveta
- 1997 – Spovedaj ma zo spomienok
- 1999 – Vašo Patejdl: Antológia (2 CD)

## Fordítás
- Ez a szócikk részben vagy egészben  a   Václav Patejdl című szlovák Wikipédia-szócikk ezen változatának fordításán alapul.  Az eredeti cikk szerkesztőit annak laptörténete sorolja fel. Ez a jelzés csupán a megfogalmazás eredetét és a szerzői jogokat jelzi, nem szolgál a cikkben szereplő információk forrásmegjelöléseként.

## Külső hivatkozások
- Vašo Patejdl weblapja